# Allez! Ola! Olé!

Allez! Ola! Olé! (Kom Igen! Ola! Olé!) är en låt framförd av Jessy Matador, som representerade Frankrike i Eurovision Song Contest 2010. Sången valdes internt och presenterades officiellt den 24 februari 2010. Låten kommer att användas av det franska programföretaget France Télévisions som årets sommarhit samt för att göra reklam för Världsmästerskapet i fotboll 2010. Titeln på sången hänvisar till albumet Music of the World Cup: Allez! Ola! Ole!, som släpptes ut 1998 för att sammanfalla med Världsmästerskapet i fotboll 1998, som hölls i Frankrike.
Bidraget släpptes officiellt den 19 mars, då France3 bekräftade artist och låt. Det slutade senare på placering 12 av 25 i finalen i Eurovision Song Contest.